# Hex (album)
Pour les articles homonymes, voir Hex (homonymie).
Albums de Bigelf
Money Machine
(2000) Cheat The Gallows
(2008)
Hex est le second album studio du groupe de rock/metal progressif américain Bigelf.

## Liste des titres
| No  | Titre                 | Durée |
| --- | --------------------- | ----- |
| 1.  | Madhatter             | 4:15  |
| 2.  | Bats In The Belfry II | 3:30  |
| 3.  | Pain Killers          | 3:19  |
| 4.  | Disappear             | 6:32  |
| 5.  | Rock & Roll Contract  | 5:29  |
| 6.  | Sunshine Suicide      | 4:15  |
| 7.  | Falling Bombs         | 4:58  |
| 8.  | Black Moth            | 6:06  |
| 9.  | Carry The Load        | 5:37  |
| 10. | Burning Bridges       | 6:50  |
| 11. | Bats In The Belfry I  | 7:43  |
| 12. | $                     | 2:07  |

## Composition du groupe
- Damon Fox -  voix, orgue, mellotron, synthétiseur, piano et guitare
- Ace Mark - guitare
- Duffy Snowhill - basse
- Steve Frothingham alias Froth - batterie et gong